# Don Quixote (Strauss)
Don Quixote, op. 35, és un poema simfònic per a violoncel, viola i orquestra escrit per Richard Strauss a Múnic el 1897. Subtitulat Phantastische Variationen über ein Thema ritterlichen Charakters (Variacions fantàstiques sobre un tema de caràcter cavalleresc), la composició està basada en l'obra El Quixot de Miguel de Cervantes. L'estrena va tenir lloc a Colònia el 8 de març de 1898 amb Friedrich Grützmacher com a violoncel solista i Franz Wüllner com a director.
La peça té uns 45 minuts de durada i està escrita seguint la forma musical de tema amb variacions. El violoncel sol representa al Quixot, mentre que el solo de viola, la tuba tenor i el clarinet baix representen al còmic Sancho Panza. La segona variació il·lustra un episodi en el qual el Quixot es troba amb un ramat d'ovelles, que ell percep com un exèrcit aproximant-se. Strauss utilitza el flutter-tonguing dissonant en el vent metall per emular els bels de les ovelles, un primerenc exemple d'aquesta tècnica ampliada. Més endavant, el mateix Strauss va citar aquest passatge a El burgès gentilhome, al moment en què un servent anuncia el plat de "cuixa de xai a l'estil italià".

## Anàlisi musical

### Estructura
L'obra presenta una estructura de tema amb variacions.
1. Introducció: Mäßiges Zeitmaß. Thema mäßig. "Don Quichotte verliert über der Lektüre der Ritterromane seinen Verstand und beschließt, selbst fahrender Ritter zu werden" ("El Quixot perd la raó després de llegir novel·les de cavallers i decideix ser un cavaller errant.")
2. Tema: Mäßig. "Don Quichotte, der Ritter von der traurigen Gestalt" ("El Quixot, Cavaller de la Trista Figura")
3. Maggiore: "Sancho Panza"
4. Variació I: Gemächlich. "Abenteuer an den Windmühlen" ("Aventura en els molins de vent")
5. Variació II: Kriegerisch. "Der siegreiche Kampf gegen das Heer donis großen Kaisers Alifanfaron" ("La victoriosa batalla contra l'exèrcit del gran emperador Alifanfaron")
6. Variació III: Mäßiges Zeitmaß. "Gespräch zwischen Ritter und Knappen" ("Diàleg entre el Cavaller i l'Escuder")
7. Variació IV: Etwas breiter. "Unglückliches Abenteuer mit einer Prozession von Büßern" ("La desafortunada aventura amb una processó de penitents")
8. Variació V: Sehr langsam. "Die Waffenwache" ("La vigília del Cavaller")
9. Variació VI: Schnell. "Begegnung mit Dulzinea" ("La trobada amb Dulcinea")
10. Variació VII: Ein wenig ruhiger als vorher. "Der Ritt durch die Luft" ("Cavalcant per l'aire")
11. Variació VIII: Gemächlich. "Die unglückliche Fahrt auf dem venezianischen Nachen" ("El desafortunat viatge en el vaixell encantat")
12. Variació IX: Schnell und stürmisch. "Kampf gegen vermeintliche Zauberer" ("Batalla amb els mags")
13. Variació X: Viel breiter. "Zweikampf mit dem Ritter vom blanken Mond" ("Duel amb el cavaller de la Blanca Lluna")
14. Final: Sehr ruhig. "Wieder zur Besinnung gekommen" ("Tornada a la raó")

### Instrumentació
L'obra està escrita per a una gran orquestra amb els següents efectius:
- Vent fusta: piccolo, 2 flautes, 2 oboès, corn anglès, 2 clarinets en si bemoll (el segon doblant a clarinet en mi bemoll), clarinet baix, 3 fagots i contrafagot.
- Vent metall: 6 trompes en fa, 3 trompetes en re i fa, 3 trombons, tuba tenor en si bemoll (sovint interpretat en bombardí) i tuba.
- Percussió: timbals, bombo, tambor, plats, triangle, pandereta i eolífon.
- Corda: violins I i II, violes (que inclouen una extensa part solista de viola), violoncels (que inclouen una extensa part de violoncel solista), contrabaixos i arpa.

## Discografia selecta
- 1933 – Staatskapelle Berlin; Richard Strauss (director); Enrico Mainardi (violoncel); Karl Reitz (viola)
- 1938 – NBC Symphony Orchestra; Arturo Toscanini (director); Emanuel Feuermann (violoncel); Carlton Cooley (viola). Un llançament no oficial de Toscanini.
- 1941 – Pittsburgh Symphony Orchestra; Fritz Reiner (director); Gregor Piatigorsky (violoncel)
- 1943 – New York Philharmonic; Leonard Bernstein (director); Joseph Schuster (violoncel), William Lincer (viola). Est va ser el debut de Bernstein, i no va ser llançat com a enregistrament oficial fins a molts anys després de la seva mort.
- 1953 – NBC Symphony Orchestra; Arturo Toscanini (director); Frank Miller (violoncel); Carlton Cooley (viola). El llançament oficial de Toscanini.
- 1963 – Philadelphia Orchestra; Eugene Ormandy (director); Lorne Munroe (violoncel); Carlton Cooley (viola)
- 1964 – Moscow Philharmonic Orchestra; Kyril Kondrashin (director); Mstislav Rostropóvitx (violoncel); L. Dvoskin (viola)
- 1969 (?) – New York Philharmonic; Leonard Bernstein (director); Lorne Munroe (violoncel); William Lincer (viola)
- 2003 – Chicago Symphony Orchestra; Daniel Barenboim (director); John Sharp (violoncel); Charles Pickler (viola)